# Мисс Казахстан 2023
Мисс Казахстан 2023 (каз. Мисс Қазақстан 2023, каз. Miss Qazaqstan 2023) — 25-й национальный конкурс красоты Мисс Казахстан. Финал конкурса прошёл 14 декабря 2023 года во Дворце Республики. Победительнице конкурса стала Сабина Идрисова.

## Закулисье

Дворец Республики место проведения конкурса красоты

Конкурс красоты проводился под девизом «Защити будущее». Победительница получит титул «Miss Qazaqstan-2023», денежный приз в размере 5 миллионов тенге и право представить Казахстан на «Мисс мира».

## Жюри
Состав жюри:
- Айдай Исаева — модель и президент «Мисс Казахстан»;
- Томирис Какимова — победительница «Мисс Казахстан 2022»;
- Еркебұлан Тоқтар — спортсмен и актёр;
- Арзубек Вонама — кыргызский дизайнер;
- Анжела Пересыпкина — профессиональная модель;
- Мадина Садвакасова — казахстанская поп-певица;
- Сергей Цырульников — четырёхкратный рекордсмен мира по силовым номерам.

## Результаты
Результат конкурса:
| Титул                    | Участница            |
| ------------------------ | -------------------- |
| Мисс Казахстан 2023      | Сабина Идрисова      |
| Вице-мисс Казахстан 2023 | Ботагоз Нуржигитова  |
| Мисс Вселенная Казахстан | Мадина Альмуханова   |
| Мисс Земля Казахстан     | Аяулым Алимхалиева   |
| Топ-5                    | Аделлина Балгымбаева |

| Награда                     | Участница            |
| --------------------------- | -------------------- |
| Приз зрительских симпатий § | Аделлина Балгымбаева |
| Самая спортивная девушка    | Алина Имирова        |

§ По итогам голосования на сайте конкурса.

## Участницы
Список участниц:
| Участница            | Возраст | Рост | Город            | Итоговое место                   | Примечание                                                                 |
| -------------------- | ------- | ---- | ---------------- | -------------------------------- | -------------------------------------------------------------------------- |
| Айша Нарымби         | 18      | 180  | Алматы           |                                  |                                                                            |
| Аяулым Алимхалиева   | 20      | 175  | Алматы           | Мисс Земля Казахстан             |                                                                            |
| Наталья Петри        | 20      | 173  | Алматы           |                                  |                                                                            |
| Дарина Байдыбекова   | 18      | 176  | Тараз            |                                  |                                                                            |
| Аделлина Балгымбаева | 19      | 173  | Павлодар         | Топ-5; Приз зрительских симпатий | В другом списке указана, как Аделина Багумбаева; имя указано, как Аделина. |
| Айбарша Лекерова     | 24      | 165  | Уральск          |                                  |                                                                            |
| Карима Бримжанова    | 23      | 167  | Астана           |                                  |                                                                            |
| Мадина Альмуханова   | 23      | 177  | Алматы           | Мисс Вселенная Казахстан         |                                                                            |
| Сабина Идрисова      | 21      | 175  | Алматы           | Мисс Казахстан 2023              |                                                                            |
| Ботагоз Нуржигитова  | 17      |      | Кызылорда        | Вице-мисс Казахстан 2023         |                                                                            |
| Аяжан Жумагереева    | 20      | 174  | Талдыкорган      |                                  |                                                                            |
| Аружан Куатбаева     | 19      | 174  | Атырау           |                                  |                                                                            |
| Яна Полыгалова       | 20      | 171  | Семей            |                                  |                                                                            |
| Алина Имирова        | 25      | 167  | Алматы           |                                  |                                                                            |
| Аяулым Салимова      | 23      | 173  | Алматы           |                                  |                                                                            |
| Севинч Тажибаева     | 18      | 172  | Алматы           |                                  |                                                                            |
| Тілекші Бесимбаева   | 19      | 174  | Актобе           |                                  | В другом списке имя указано, как Тилекши                                   |
| Мадина Ещанова       | 19      | 172  | Кокшетау         |                                  |                                                                            |
| Анна Зорина          | 22      | 172  | Усть-Каменогорск |                                  |                                                                            |
| Дарья Подгорная      | 21      | 176  | Алматы           |                                  |                                                                            |
| Актоты Жунисбекова   | 24      | 178  | Актау            |                                  |                                                                            |
| Диана Ербосын        | 20      | 178  | Туркестан        |                                  |                                                                            |
| Аружан Арыстан       | 20      | 176  | Шымкент          |                                  |                                                                            |
| Аяна Нуркасымова     | 19      | 176  | Алматы           |                                  |                                                                            |
| Рабига Насуруллаева  | 21      | 180  | Алматы           |                                  |                                                                            |

### Комментарии
1. ↑  На момент участия в конкурсе

### Сноски
1. 1 2 3 4 5 6  Знакомим с финалистками конкурса красоты "Мисс Казахстан-2023". Дата обращения: 14 декабря 2023. Архивировано 14 декабря 2023 года.
2. 1 2 3 4 5 6  Представлены финалистки «Miss Qazaqstan-2023». Дата обращения: 14 декабря 2023. Архивировано 14 декабря 2023 года.
3. 1 2 3 4 5 6 7 8  Кто выиграл титул "Мисс Казахстан-2023". Дата обращения: 15 декабря 2023. Архивировано 15 декабря 2023 года.
4. 1 2 3 4 5 6  "Мисс Казахстан-2023" выбрали в Алматы. Дата обращения: 15 декабря 2023. Архивировано 18 декабря 2023 года.
5. ↑  Финал "Мисс Казахстан-2023" прошёл в Алматы. Дата обращения: 15 декабря 2023. Архивировано 15 декабря 2023 года.
6. 1 2 3 4 5  Определилась победительница конкурса «Мисс Казахстан-2023». Дата обращения: 15 декабря 2023. Архивировано 15 декабря 2023 года.
7. 1 2 3 4  Балерина Сабина Идрисова завоевала титул "Мисс Казахстан-2023". Дата обращения: 15 декабря 2023. Архивировано 15 декабря 2023 года.
8. 1 2  Стали известны имена финалисток конкурса "Мисс Казахстан-2023". Дата обращения: 14 декабря 2023. Архивировано 14 декабря 2023 года.
9. ↑  25 финалисток «Мисс Казахстан-2023». Дата обращения: 14 декабря 2023. Архивировано 14 декабря 2023 года.